# Championnats de France d'athlétisme 1985
Navigation
Championnats 1984 Championnats 1986
Les Championnats de France d'athlétisme 1985 ont eu lieu du 19 au 21 juillet 1985 au Stade Yves-du-Manoir de Colombes. Le 10 000 mètres féminin est disputé pour la première fois dans cette compétition. Les concours du décathlon et de l'heptathlon se déroulent séparément, les 6 et 7 juillet 1985 à Athis-Mons.

## Palmarès
| Discipline        | Hommes              | Hommes         | Femmes                 | Femmes        |
| ----------------- | ------------------- | -------------- | ---------------------- | ------------- |
| 100 m             | Antoine Richard     | 10 s 20        | Marie-Christine Cazier | 11 s 33       |
| 200 m             | Antoine Richard     | 20 s 85        | Marie-Christine Cazier | 23 s 10       |
| 400 m             | Aldo Canti          | 46 s 18        | Fabienne Ficher        | 52 s 52       |
| 800 m             | Philippe Dupont     | 1 min 48 s 77  | Nathalie Thoumas       | 2 min 06 s 37 |
| 1 500 m           | Pascal Thiébaut     | 3 min 37 s 25  | Annette Sergent        | 4 min 10 s 14 |
| 3 000 m           | -                   | -              | Annette Sergent        | 9 min 10 s 37 |
| 5 000 m           | Jean-Louis Prianon  | 13 min 45 s 60 | -                      | -             |
| 100 m haies       | -                   | -              | Laurence Elloy         | 13 s 01       |
| 110 m haies       | Stéphane Caristan   | 13 s 75        | -                      | -             |
| 400 m haies       | Olivier Gui         | 49 s 34        | Hélène Huart           | 56 s 98       |
| 3 000 m steeple   | Joseph Mahmoud      | 8 min 20 s 55  | -                      | -             |
| Saut en longueur  | Norbert Brige       | 7,62 m         | Nadine Debois          | 6,41 m        |
| Triple saut       | Alain René-Corail   | 16,60 m        | -                      | -             |
| Saut en hauteur   | Dominique Hernandez | 2,23 m         | Maryse Ewanje-Epée     | 1,96 m        |
| Saut à la perche  | Philippe Collet     | 5,75 m         | -                      | -             |
| Lancer du poids   | Luc Viudès          | 18,43 m        | Simone Créantor        | 17,16 m       |
| Lancer du disque  | Namakoro Niaré      | 57,40 m        | Dominique Dupont       | 53,42 m       |
| Lancer du marteau | Walter Ciofani      | 73,94 m        | -                      | -             |
| Lancer du javelot | Philippe Lecurieux  | 81,24 m        | Monika Fiafialoto      | 55,98 m       |
| Décathlon         | William Motti       | 8 306 pts      | -                      | -             |
| Heptathlon        | -                   | -              | Chantal Beaugeant      | 6 153 pts     |